# Impressions Games
Impressions Games — компания-разработчик и издатель компьютерных игр, созданная в 1988 году в Великобритании. С 1995 года студия в составе Sierra Entertainment. Наиболее известна сериями стратегических игр Lords of the Realm и City Building Series.

## История
Компания была основана в 1988 году Дэвидом Лестером. В качестве своего первого проекта, разработчики решили создать футбольную компьютерную игру. Для этого было решено привлечь известного футболиста. Лестер связался с футбольным клубом «Ливерпуль» и заключил договор с Кенни Далглишем. Игра получила название «Kenny Dalglish Football Manager» (другое название — «Kenny Dalglish Soccer Match») и вышла 1989 году. Продажи были очень хорошими, что позволило компании развиваться.
После выхода «Kenny Dalglish Football Manager» Impressions сфокусировались на стратегических играх. Несмотря на первоначальный успех, последующие игры продавались не так хорошо, и у компании начались финансовые трудности. В связи со сложностью получения инвестиций в Великобритании, в начале 1990-х годов компания переехала в США. В 1992 году была выпущена игра Caesar, давшая начало серии City Building Series.
В 1995 году Impressions Games была приобретена компанией Sierra Entertainment. Основатель компании Дэвид Лестер продолжил работать в Impressions и создавать игры, но в 1998 году оставил индустрию компьютерных игр чтобы заняться издательским делом. 
Стратегические игры Impressions имели большой коммерческий успех. Caesar II, Caesar III и Lords of the Realm II были проданы в количестве 2.5 миллионов копий каждая.
В 2004 году в результате экономических трудностей, которые испытывала компания Vivendi, владевшая Sierra с 1998 года, студия Impressions Games была закрыта.